# Pelochyta acuta
Pelochyta acuta är en fjärilsart som beskrevs av De Toulgoët 1984. Pelochyta acuta ingår i släktet Pelochyta och familjen björnspinnare. Inga underarter finns listade i Catalogue of Life.